# Stkamish
Sekamish (Stkamish, St'kamish), jedna od 4 teritorijalne skupine Muckleshoot Indijanaca koji su živjeli na rijeci White River, pritoci Puyallupa u Washingtonu. Sekamishi su White River dijelili sa srodnom skupinom Smulkamish koji su živjeli na njezinom gornjem toku, ali se prilikom popisa 1870. ne spominju.  Potomaka možda imaju među Muckleshoot Indijancima na rezervatu Muckleshoot.
Steq, Selo Stkamisha blizu današnjeg Kenta, čije je značenje  'log jam'  označava u obliku Steq-ABSH, "people of the log jam," a obuhvaća stanovnike svih sela između Auburn i Renton Junction. Engleski naseljenici oblik Steq-ABSH anglizirat će u Stkamish, koji kod Swantona nalazimo kao Sekamish.

## Vanjske poveznice
- Washington Indian Tribes
- Before the Indian Claims Commission